# Премия журнала Empire (2006)
11-я церемония вручения наград премии «Империя» за заслуги в области кинематографа за 2005 год состоялась 13 марта 2006 года в отеле Хилтон Лондон Метрополь, Лондон, Великобритания.

## Список лауреатов и номинантов
Победители указаны первыми и выделены жирным шрифтом.
| Лучший фильм | Лучший британский фильм |
| --- | --- |
| - Кинг-Конг - Столкновение - Город грехов - Звёздные войны. Эпизод III: Месть ситхов - Война миров | - Гордость и предубеждение - Гарри Поттер и Кубок огня - В дурмане - Спуск - Автостопом по галактике - Уоллес и Громит: Проклятие кролика-оборотня                                                                    |
| Лучший режиссёр | |
| - Ник Парк и Стив Бокс — Уоллес и Громит: Проклятие кролика-оборотня - Кристофер Нолан — Бэтмен: Начало - Джо Райт — Гордость и предубеждение - Питер Джексон — Кинг-Конг - Рон Ховард — Нокдаун - Стивен Спилберг — Война миров                                            | |
| Лучшая мужская роль | Лучший британский актёр |
| - Джонни Депп — Чарли и шоколадная фабрика - Энди Серкис — Кинг-Конг - Кристиан Бейл — Бэтмен: Начало - Мэтт Диллон — Столкновение - Вигго Мортенсен — Оправданная жестокость                                                                                               | - Тэнди Ньютон — Столкновение - Хилари Суонк — Малышка на миллион - Кира Найтли — Гордость и предубеждение - Наоми Уоттс — Кинг-Конг - Рене Зеллвегер — Нокдаун                                                       |
| Лучшая комедия | Лучший фильм ужасов |
| - Отряд «Америка»: Всемирная полиция - Автостопом по галактике - Лига джентльменов: Апокалипсис - Уоллес и Громит: Проклятие кролика-оборотня - Незваные гости | - Спуск - Земля мёртвых - Ключ от всех дверей - Волчья яма |
| Лучший фантастический фильм | Лучший триллер |
| - Звёздные войны. Эпизод III: Месть ситхов - Гарри Поттер и Кубок огня - Кинг-Конг - Миссия «Серенити» - Хроники Нарнии: Лев, колдунья и волшебный шкаф | - Поцелуй навылет - Оправданная жестокость - Бэтмен: Начало - Город грехов - Преданный садовник |
| Лучший дебют | Лучшая сцена в фильме |
| - Келли Райлли — Миссис Хендерсон представляет и Гордость и предубеждение - Джорджи Хенли — Хроники Нарнии: Лев, колдунья и волшебный шкаф - Джеймс Макэвой — Хроники Нарнии: Лев, колдунья и волшебный шкаф - Лео Грегори — В дурмане - Нейтан Филлион — Миссия «Серенити» | - Звёздные войны. Эпизод III: Месть ситхов: Рождение Вейдера - Столкновение: Спасательный автомобиль - Спуск: Нападение роботов - Уоллес и Громит: Проклятие кролика-оборотня: Рукопашный бой - Война миров: Прибытие |
| Honorary Awards | |
| - Empire Icon Award: Брайан Кокс - Empire Inspiration Award: Стивен Фрирз - Lifetime Achievement Award: Тони Кёртис - Outstanding Contribution To British Cinema: Фильмы о Гарри Поттере                                                                                    | |

### Несколько наград
The following two films received multiple awards:
| Число наград | Фильм                                    |
| ------------ | ---------------------------------------- |
| 2            | Гордость и предубеждение                 |
| 2            | Звёздные войны. Эпизод III: Месть ситхов |

### Несколько номинаций
The following 16 films received multiple nominations:
| Число номинаций | Фильм                                          |
| --------------- | ---------------------------------------------- |
| 5               | Кинг-Конг                                      |
| 4               | Столкновение                                   |
| 4               | Гордость и предубеждение                       |
| 4               | Уоллес и Громит: Проклятие кролика-оборотня    |
| 3               | Бэтмен: Начало                                 |
| 3               | Звёздные войны. Эпизод III: Месть ситхов       |
| 3               | Хроники Нарнии: Лев, колдунья и волшебный шкаф |
| 3               | Спуск                                          |
| 3               | Война миров                                    |
| 2               | Оправданная жестокость                         |
| 2               | Нокдаун                                        |
| 2               | Гарри Поттер и Кубок огня                      |
| 2               | Миссия «Серенити»                              |
| 2               | Город грехов                                   |
| 2               | В дурмане                                      |
| 2               | Автостопом по галактике                        |